# 小行星4500
小行星4500（英語：4500 Pascal）是一颗围绕太阳公转的小行星。1989年2月3日，上田清二、金田宏在钏路市发现了此天体。
这颗小行星的绝对星等为305.9360379479187等。